# Арушанов, Паша Асцатурович
Паша Асцатурович Арушанов — советский хозяйственный, государственный и политический деятель.

## Биография
Родился в 1916 году в Баку. Член ВКП(б) с 1940 года.
Окончил рабфак (1936), Азербайджанский индустриальный институт имени М. А. Азизбекова (1936—1941), специальные курсы при Военной академии танковых и механизированных войск имени И. В. Сталина (1941 — 8.1942), Высшую партийную школу при ЦК КПСС (заочно) (1956).
В 1941—1946 служил в РККА, инженер-майор. Участник войны с августа 1942 г., награждён орденами Отечественной войны двух степеней, Красной Звезды, медалью «За боевые заслуги».
Трудовая деятельность:
- 1946 начальник Планово-производственного отдела завода «Утяжелитель», заместитель главного механика треста «Азнефтепромматериалы» (Карадаг)
- 1946—1952 второй секретарь ЦК ЛКСМ Азербайджана
- 1952 заместитель заведующего Транспортным отделом ЦК КП(б) Азербайджана
- 1952—1953 заведующий Транспортным отделом Гянджинского областного комитета КП Азербайджана
- май 1953 — март 1954 председатель Областного Совета Нагорно-Карабахской автономной области
- 1954—1959 заведующий Отделом нефтяной промышленности ЦК КП Азербайджана
- 1959- заведующий Отделом химической и нефтяной промышленности ЦК КП Азербайджана
- 1962- заместитель председателя Бюро ЦК КП Азербайджана по промышленности и строительству
- — 1965 заведующий Отделом тяжёлой промышленности ЦК КП Азербайджана
- 1965—1980 начальник Главного управления внешних сношений, экспортных и импортных поставок Министерства нефтяной промышленности СССР
- 1980—1988 ведущий инженер того же ГУ
- 1989—1990 старший инженер Производственного отдела объединения «Зарубежнефть».

Член ЦК КП Азербайджана (16.2.1954 — 1966). Член Бюро ЦК КП Азербайджана (17.2.1954 — ?).
Избирался депутатом Верховного Совета СССР 4-го созыва.
Умер в 2004 году.

## Награды
- Орден Октябрьской Революции (…).
- Орден Отечественной войны 1 степени (23.11.1944)[1].
- Два ордена Отечественной войны 2 степени (23.02.1944, 03.09.1945)[2][3].
- Орден Красной Звезды (25.01.1943)[4].
- Орден Трудового Красного Знамени (19.03.1959).
- Два ордена «Знак Почёта» (28.10.1948, 23.05.1966).
- Медаль «За боевые заслуги» (31.08.1943)[5].